# Estado de Madrás
Madrás fue un antiguo estado de la India existente entre 1950 y 1969 con la ciudad de Madrás como su capital. Cuando la Constitución de la India entró en vigor el 26 de enero de 1950, la mayor parte de las provincias existentes se reconstituyeron en estados, por lo que la antigua provincia de Madrás pasó a denominarse "estado". El estado de Madrás según el censo de 1951 tenía una población de 57 016 002.

## Historia

Mapa del sur de la India antes de la reorganización de 1956, en amarillo mostaza el estado de Madrás.

En el momento de su formación en 1950, Madrás incluía la totalidad de la actual Tamil Nadu, Andhra de la costa, Rayalaseema, Telangana, la región de Malabar en el norte de Kerala, y los distritos de Karnataka de Bellary, Canara del Sur y Udupi. Andhra de la costa y Rayalaseema se separaron para formar el estado de Andhra en 1953, los distritos de Canara del Sur y Bellary se fusionaron con el estado de Mysore, y el distrito de Malabar con el estado de Travancore-Cochín para formar Kerala en 1956. En 1969, el estado de Madrás fue renombrado como Tamil Nadu, que significa "país de los Tamil". Telangana nació como una entidad geográfica y política el 2 de junio de 2014, como el estado más joven de la India.